# Гайліґенштадтський заповіт

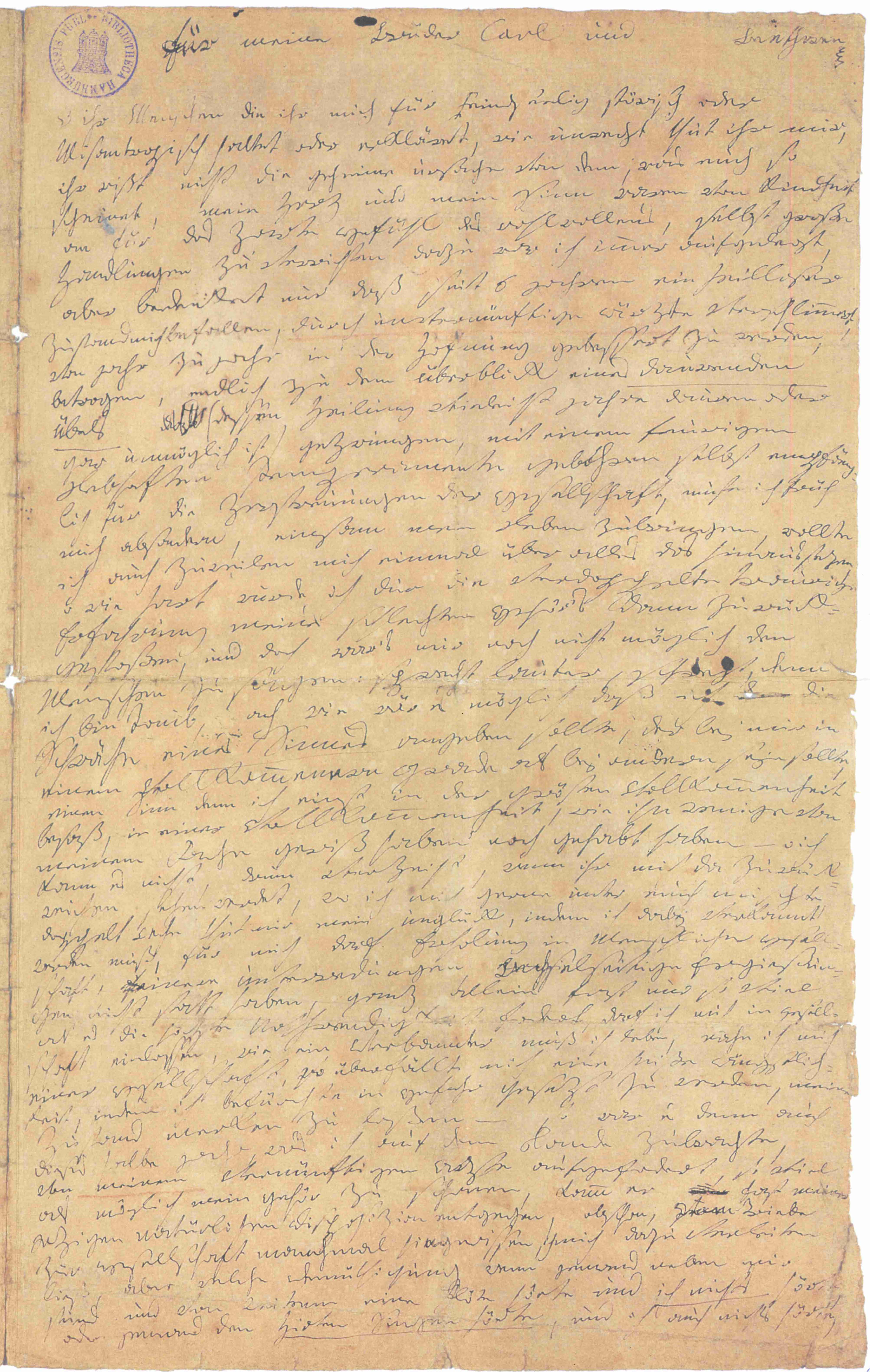
Факсиміле Гайліґенштадтського заповіту

Гайліґенштадтський заповіт (іноді гейлігенштадтський або хейлігенштадтський)— це лист, написаний Людвігом ван Бетовеном своїм братам Карлу та Йогану в Гайліґенштадті 6 жовтня 1802 року.
Він відображає розпач композитора через ваду слуху, яка невпинно зростала, роздуми про самогубство та його постійне бажання подолати свої фізичні й емоційні недуги, щоб завершити художню долю. Бетовен зберігав документ серед своїх приватних паперів і, ймовірно, ніколи нікому його не показував. Він був відкритий у березні 1827 р., після смерті композитора, Антоном Шиндлером та Стефаном фон Бренінінґом, які опублікували його наступного жовтня.
Хоч ім'я Карла в листі відображається, ім'я Йоганна залишається порожнім (як у верхньому правому куті супровідного зображення). З цього приводу було кілька пропозицій, починаючи від невизначеності Бетховена щодо того, чи слід використовувати повне ім'я Йоганна (Ніколаус Йоганн) у цьому квазіправовому документі, до його змішаного почуття прихильності до братів.
Документ знаходиться в Державній та університетській бібліотеці Карла фон Оссецького в Гамбурзі.

## Текст заповіту
Ви, люди, які вважають чи називають мене злим, впертим або мізантропічним — які ви несправедливі до мене, адже ви не знаєте таємну причину того, що вам здається. Моє серце і розум з дитинства були схильні до ніжного почуття доброти, і я навіть завжди був готовий до здійснення великих справ. Але подумайте лише: ось вже 6 років я перебуваю у безнадійному стані, ускладненому неосвіченими лікарями. З року в рік обманюючись надією на одужання, я змушений визнати, що мене спіткала тривала недуга (її лікування може зайняти роки або взагалі виявиться неможливим).
Володіючи від природи палким і живим темпераментом і навіть маючи схильність до світських розваг, я був змушений рано усамітнитися і вести самотнє життя. Якщо ж іноді я наважувався знехтувати всім цим — о, як жорстоко заганяв мене назад мій знесилений слух, змушуючи сумувати з подвоєною силою. І я все-таки не міг сказати людям: "говоріть голосніше, кричіть, адже я глухий", — ох, хіба мислимо мені було зізнатися в слабкості того почуття, яким я повинен був володіти більш досконало, ніж будь-хто інший, в почутті, яким я колись мав в найвищого ступеня досконалості, такої досконалості, яким, я впевнений, наділені або були наділені лише деякі люди моєї професії. О ні, це вище моїх сил, і тому вибачте мене, якщо я віддаляюся від вас, коли мені хотілося б побути в вашому колі.
Моє нещастя завдає мені подвійного болю, оскільки через нього про мене судять помилково. Для мене не має існувати відпочинку в людському суспільстві, розумних розмов, взаємних виливів; я приречений майже на повну самотність, з'являючись на людях лише в разі крайньої необхідності; я змушений жити як вигнанець. Адже, варто мені наблизитися до якогось товариства, мене охоплює пекучий страх: я страшенно боюся, що мій стан буде помічений. Так було і ці півроку, які я провів у селі. На вимогу мого розсудливого лікаря я повинен був в міру можливості щадити мій слух. Це майже збіглося з моєю теперішньою природною схильністю, хоча іноді, що захоплюється потребою в суспільстві, я дозволяв собі поступитися спокусі. Але яке ж приниження я відчував, коли хто-небудь, стоячи біля мене, чув далеко звук флейти, а я нічого не чув, або він чув спів пастуха, а я знову-таки нічого не чув.
Такі випадки доводили мене до відчаю, і бракувало зовсім небагато, щоб я не наклав на себе руки. Лише воно, мистецтво, воно мене втримало. Ох, мені здавалося немислимим покинути світ раніше, ніж я виконаю все те, до чого відчував себе призначеним. І так я продовжував тягнути це жалюгідне життя — воістину жалюгідне для настільки чутливої істоти; адже будь-яка несподівана зміна була здатна перетворити найкраще стан мого духу в найгірший. Терпіння — так відтепер зветься те, чим я повинен керуватися. У мене воно є. Сподіваюся, що я зможу надовго утвердитися в моїй рішучості, поки буде невблаганною думка перерізати нитку. Можливо, стане краще, можливо, ні — я готовий до всього. Вже на 28 році життя я змушений стати філософом; це нелегко, а для артиста важче, ніж для кого-небудь іншого.
Божество! Ти дивишся з висоти в моє серце, ти знаєш його, тобі відомо, що воно сповнене людинолюбства і прагнення до чесноти. О люди, якщо ви коли-небудь це прочитаєте, то зрозумійте, що ви були до мене несправедливі; нещасний же нехай потішиться, знайшовши товариша по нещастю, який, попри всі перешкоди, споруджені природою, зробив все від нього залежне, щоб встати в один ряд з гідними артистами і людьми.
Ви, брати мої Карл і Йоганн, як тільки я помру, попросіть від мого імені професора Шмідта, якщо він буде ще живий, щоб він описав мою хворобу, і прикладіть до історії моєї хвороби цей написаний мною лист, щоб суспільство, хоча б тією мірою, якою це можливо, змирилося зі мною після моєї смерті. Рівночасно повідомляю вас обох спадкоємцями мого маленького стану (якщо його можна так назвати). Розділіть його чесно, за взаємною згодою, і допомагайте один одному; все, що ви робили наперекір мені, давно вже прощено вам, ви це знаєте. Тобі, брате Карл, дякую ще особливо за відданість, виявлену тобою останнім часом. Бажаю вам кращого і більш безтурботного життя, ніж моє; вселяйте у ваших дітей чесноти. Тільки вони, а не гроші, здатна принести щастя, кажу це з власного досвіду. Саме вони допомогли мені вистояти навіть у біді, і я зобов'язаний їм так само, як моєму мистецтву, тим, що не наклав на себе руки. — Прощайте і любіть один одного. — Я дякую всім друзям, особливо князеві Ліхновському і професорові Шмідту. — Я хочу, щоб інструменти князя Ліхновского зберігалися у кого-небудь з вас, аби не виник через це розбрат між вами. А як тільки вони зможуть послужити вам більш корисну службу, продайте їх. Як я радий, що і зійшовши в могилу, я зможу ще бути вам корисним.
Отже, вирішено. — З радістю поспішаю я назустріч смерті. — Якщо вона прийде раніше, ніж мені випаде нагода повністю розкрити свій творчий хист у мистецтві, то, незважаючи на жорстокість моєї долі, прихід її буде все-таки передчасним, і я волів би, щоб вона прийшла пізніше. — Але і тоді я буду задоволений: хіба вона не позбавить мене від моїх нескінченних страждань? — Приходь, коли хочеш, я тебе зустріну мужньо. — Прощайте і не забудьте мене зовсім після моєї смерті, я заслужив це перед вами, так як протягом свого життя часто думав про вас і про те, як зробити вас щасливими; нехай буде так.
Людвіг ван Бетовен [печатка]
Гайліґенштадт, 6 жовтня 1802
[на звороті]: Гайліґенштадт, 10 жовтня 1802

Отже, я залишаю тебе — і покидаю з сумом. Так, надія, яку я виплекав і приніс сюди з собою, надія на хоча б часткове зцілення — вона змушена тепер покинути мене. Як падає з дерев зів'яле листя, так і вона для мене зів'яла. Я йду майже в такому ж стані, в якому прибув сюди. Навіть висока мужність, яка надихала мене в прекрасні літні дні, канула у небуття. О Провидіння, пошли мені хоча б один день чистої радості — адже так давно справжня радість не знаходить в мені ніякого внутрішнього відгуку. О коли, о коли — о Божество — я знову зможу відчути його в храмі природи і людства? Ніколи? Ні, це було б занадто жорстоко.